# Prosthemadera novaeseelandiae
Prosthemadera novaeseelandiae, conhecida como tui, é uma espécie de pássaro da família Meliphagidae endêmica da Nova Zelândia.

## Distribuição e habitat
A ave é encontrada em grande parte da Nova Zelândia, particularmente na Ilha Norte, nas costas oeste e sul da Ilha Sul, dentre outras ilhas próximas. As populações têm diminuído consideravelmente desde a colonização europeia, principalmente como resultado da destruição do habitat generalizada e predação por espécies invasoras de mamíferos.